# Генерал фон Штойбен (судно)
«Генерал фон Штойбен» (нем. General von Steuben) — немецкий пассажирский океанский лайнер.
Судно спущено на воду в 1922 году под наименованием «Мюнхен» (München). В 1930 году лайнер сгорел в порту Нью-Йорка, после чего был отремонтирован и в 1931 году переименован в «Генерал фон Штойбен» (в честь 200-летия со дня рождения американского генерала прусского происхождения — участника войны за независимость США), а в 1938 году — в «Штойбен».
Во время Второй мировой войны до 1944 года лайнер использовался как гостиница для высшего командного состава военно-морского флота (кригсмарине) вооружённых сил нацистской Германии в Киле и Данциге, после 1944 года судно было переоборудовано в военный транспорт для перевозки раненых и участвовало в эвакуации людей (преимущественно раненых военнослужащих и беженцев) из Восточной Пруссии от наступающей Красной Армии ВС Союза ССР.

## Гибель
9 февраля 1945 года военный транспорт для перевозки раненых «Штойбен» вышел из порта Пиллау (ныне Балтийск) и направился в Киль, на его борту находилось более 4000 человек — 2680 раненых военнослужащих, 100 солдат, около 900 беженцев, 270 человек военного медперсонала и 285 членов экипажа судна. Судно шло в сопровождении миноносца T-196 и тральщика TF-10.
Немецкое судно было обнаружено вечером 9 февраля советской подводной лодкой С-13 под командованием Александра Маринеско, при этом командир подлодки неверно идентифицировал цель как крейсер «Эмден». На протяжении четырёх с половиной часов советская подлодка преследовала «Штойбен» и, наконец, ночью 10 февраля торпедировала его двумя торпедами. Лайнер затонул спустя 15 минут, при этом погибло более 3600 человек (приводятся следующие цифры: погибло 3608, спасено 659 человек).
«Залп, произведенный из кормовых аппаратов в 02 часа 50 минут, был исключительно метким. Попали в цель обе торпеды, взрыв был такой силы, что крейсер затонул в течение считанных минут. С мостика „С-13“ были видны два высоких султана, а затем один за другим раздались еще три мощных взрыва, — вероятно, детонировал боезапас. На этот раз Маринеско предпочел не маневрировать в подводном положении, а, пользуясь замешательством в стане противника, резко оторваться от района атаки. Вместо срочного погружения он скомандовал „полный вперед!“ и на полном крейсерском ходу под дизелями ушёл в открытое море».
До декабря 1944 года «Штойбен» совершил 18 рейсов, эвакуировав в общей сложности 26 445 раненых и 6 694 беженцев.

## Вооружение
На судне были установлены четыре 37-мм зенитных орудия и четыре счетверённых зенитных пулемёта.

## Галерея

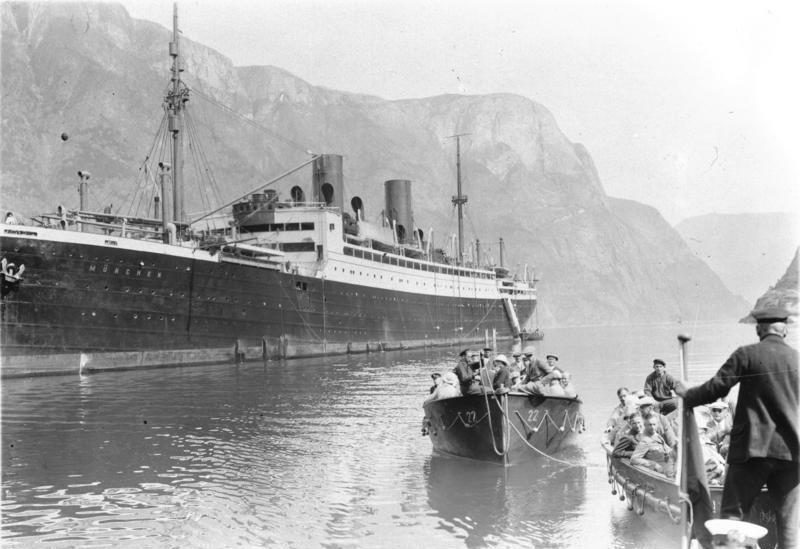
1925 год, высадка пассажиров в Гудвангене
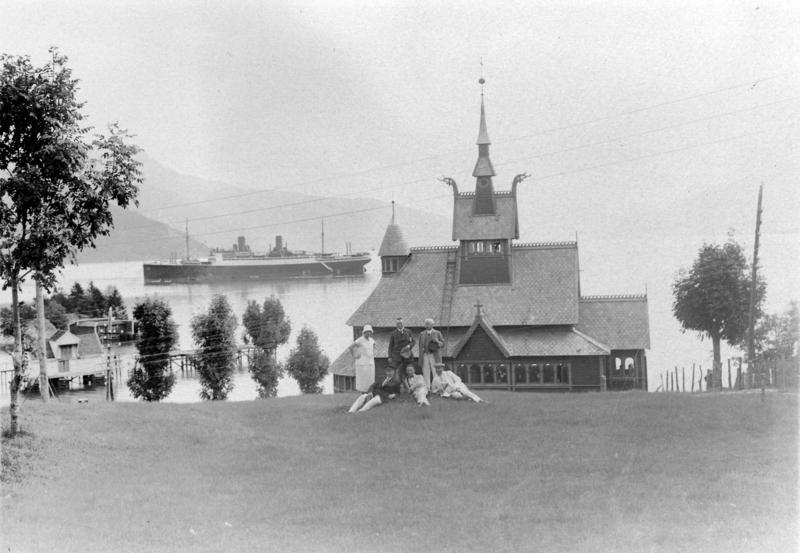
1925 год, Церковь Сятого Олафа в Балестранне, на заднем плане океанский лайнер «Мюнхен»
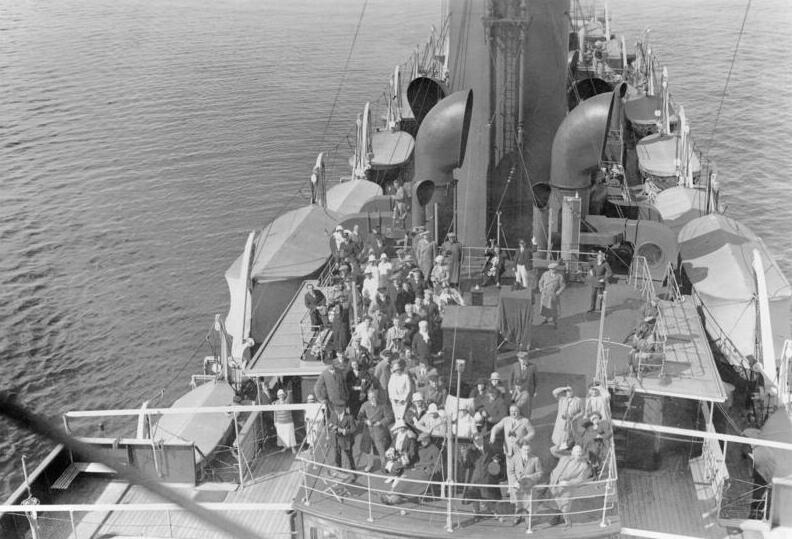
1925 год, «Мюнхен» в открытом море, вид на палубу с мачты.
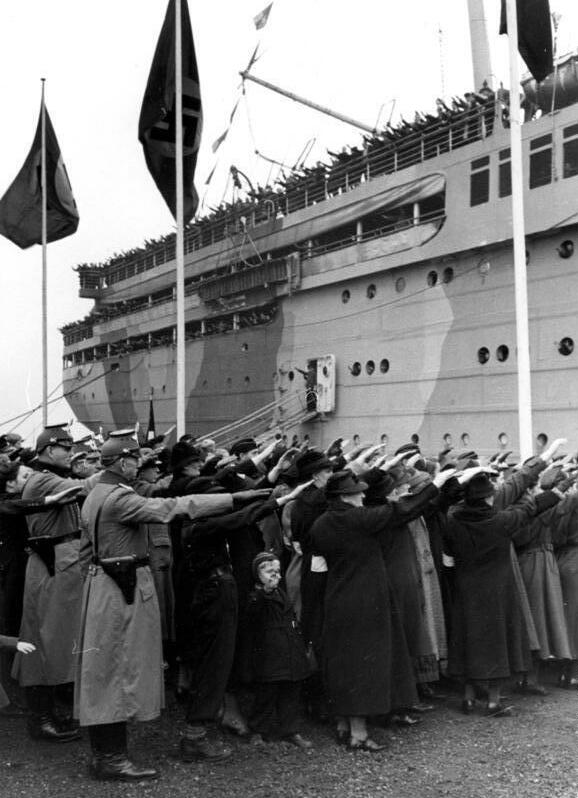
1939 год, прибытие немцев-переселенцев в г. Щецин